# لوئیزا کاوندیش-بنتینک
لوئیزا کاوندیش-بنتینک (انگلیسی: Louisa Cavendish-Bentinck؛ ۲۳ نوامبر ۱۸۳۲ – ۶ ژوئیهٔ ۱۹۱۸) اشرافزاده اهل پادشاهی متحد بریتانیای کبیر و ایرلند و مادربزرگ مادری الیزابت، شهبانوی مادر بود.